# Fressnapf
Die Fressnapf Holding SE ist ein deutsches Einzelhandels- und Franchiseunternehmen für Heimtierbedarf mit Sitz in Krefeld. 
Sie ist mit rund 1900 Fressnapf- bzw. Maxi Zoo-Märkten in dreizehn Ländern (Deutschland, Österreich, Schweiz, Rumänien, Frankreich, Ungarn, Polen, Luxemburg, Irland, Dänemark, Belgien, Italien sowie Kroatien) die größte Fachhandelskette für Tiernahrung und -zubehör in Europa. Weltweit liegt die Fressnapf-Gruppe nach PetSmart und Petco auf Rang drei. In Deutschland werden von den über 900 Märkten rund 700 von ca. 200 Franchisepartnern betrieben. Die weiteren, auch internationalen Standorte (dort meist unter dem Namen Maxi Zoo) sind größtenteils Regiebetriebe.
Die Fressnapf Holding SE ist die Konzernobergesellschaft im Mehrheitsbesitz der Allegro Invest SE, dem Family-Office von Fressnapf-Gründer Torsten Toeller.
Im Juli 2024 wurde bekannt, dass sich die britische Private-Equity-Gesellschaft Cinven an der Fressnapf Holding beteiligt. Die genaue Beteiligungshöhe wurde nicht mitgeteilt - eine Beteiligung von knapp unter 20 Prozent wurde intern kommuniziert. Gleichzeitig verkauft Cinven seine Mehrheitsbeteiligung an der italienischen Arcaplanet an Fressnapf. Minderheitsanteile gehörten Fressnapf bereits seit 2021.

## Geschichte
1990 eröffnete der damals 24-jährige Torsten Toeller seinen ersten Fachmarkt für Tiernahrung und -zubehör in Erkelenz. Angeregt von amerikanischen Super-Pet-Stores entwickelte er ein Konzept für europäische Heimtierbedarf-Fachmärkte. Ab 1992 entstanden Märkte im Franchise-System, im Jahr 1997 dann erstmals auch im Ausland (Österreich). Als vorerst letztes Land in der internationalen Expansion wurde 2022 Rumänien aufgenommen. Im Jahr 2018 wurde der europaweit 1.500 Markt nahe Paris eröffnet. Der Online-Shop der Fressnapf-Gruppe ist derzeit in Deutschland, Luxemburg, Dänemark, Österreich, Schweiz, Ungarn, Irland, Frankreich, Belgien und Polen aufgeschaltet und wird sukzessive erweitert.
Die Unternehmensvision lautet: „Happier Pets. Happier People“ und ist mit der Mission „Wir verbinden auf einzigartige Weise, rund um die Uhr und überall Produkte, Services, Dienstleistungen sowie Tierliebhaber und ihre Tiere und machen so das Zusammenleben von Mensch und Tier einfacher, besser und glücklicher!“ verbunden.
Darüber hinaus baut die Fressnapf-Gruppe unter der Initiative „Tierisch engagiert“ eine eigene Marke im Tierschutz auf. Diese bündelt das gesellschaftliche Engagement von Kunden und Unternehmen und unterstützt so u. a. Tierheime und tiertherapeutische Einrichtungen. So wird unter anderem der Deutsche Tierschutzbund e. V. und der Assistenzhundeverein VITA e. V. regelmäßig unterstützt.
Ferner gibt es aktuell in neun deutschen Fressnapf-Märkten (Burgdorf, Marburg, Krefeld, Mannheim, Tübingen, Köln, Schwentinental, Hockenheim, München) „Adoptierstuben“, die gemeinsam mit dem Tierschutzbund und örtlichen Tierheimen Tiere in ein neues Zuhause vermitteln.
Seit 2007 gehört auch die Equiva GmbH zur Fressnapf-Gruppe. Equiva ist ein Franchise-Unternehmen, das Reitsportzubehör, Reitbekleidung, Stall- und Weidebedarf sowie Futtermittel im stationären Handel und Online vertreibt.
2021 wurde Maxi Zoo Italia mit seinen rund 120 Läden an die italienische Zoofachhandelskette Arcaplanet und die Beteiligungsgesellschaft Cinven verkauft, im Gegenzug wurde Fressnapf Minderheitsgesellschafter von Arcaplanet.
Fressnapf betreibt seit 2022 das Vorteilsprogramm Fressnapf Friends, außerdem ist er seit 2015 beim Bonusprogramm Payback vertreten. 2024 ist das Unternehmen kurzzeitig aus dem Bonusprogramm ausgestiegen.

## Märkte

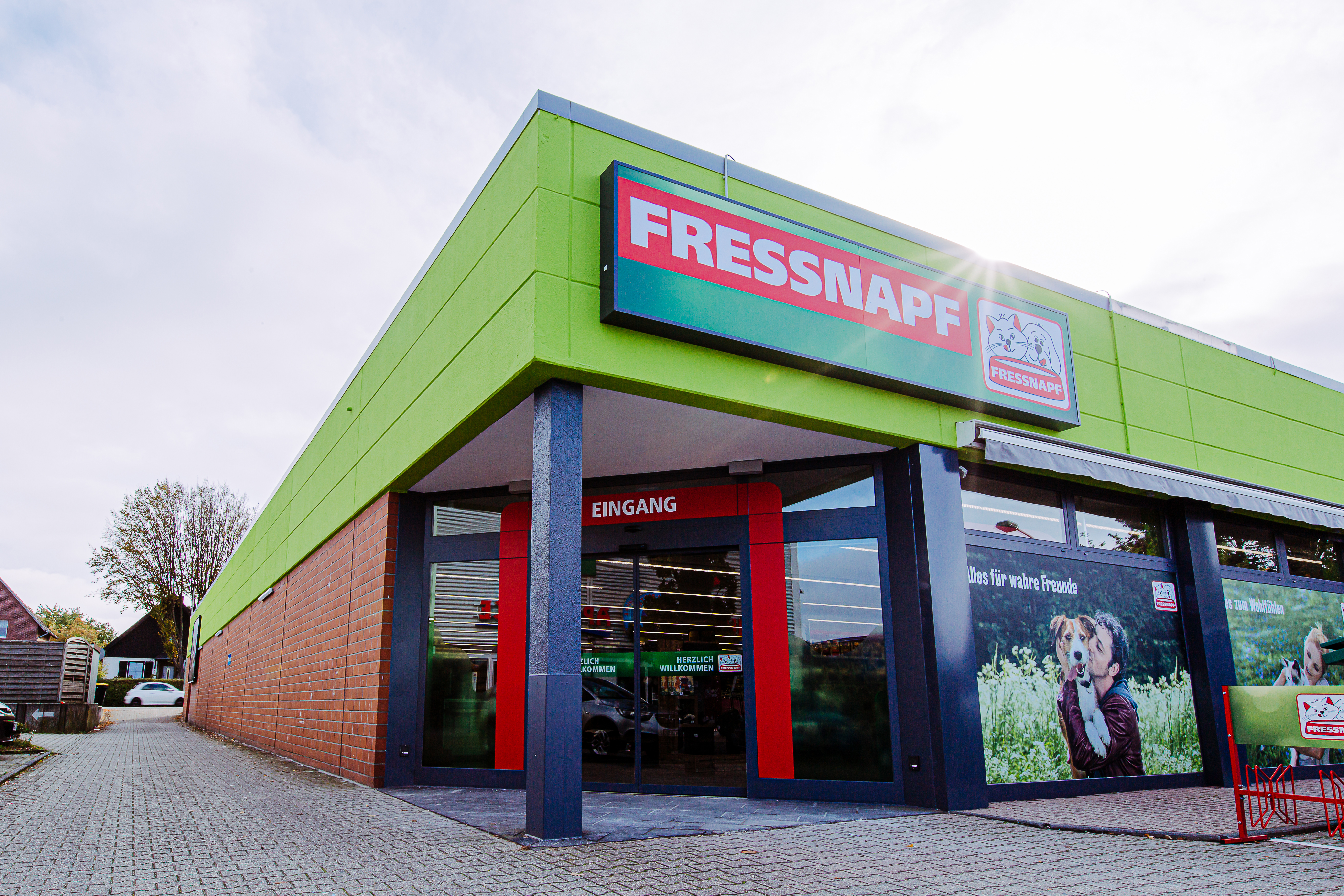
Fressnapf-Filiale in Erkelenz

Fressnapf ist mit rund 1.900 Märkten (Stand Juni 2023) in dreizehn Ländern vertreten. In Deutschland sind es 901 Märkte, es folgen Österreich und Frankreich.  Es gibt verschiedene Marktgrößen: am größten ist der „Megazoo“ ab 2.000 m², die nächstgrößte der „Fressnapf XXL“ mit bis zu 1.500 Quadratmetern.
In nicht deutschsprachigen Ländern firmieren die Fressnapf-Märkte meist unter dem Namen Maxi Zoo. Ausnahmen bilden hier Luxemburg (Fressnapf), Rumänien (Fressnapf) und Ungarn (Fressnapf) sowie die deutschsprachige Schweiz.

## fnx – Service- und Innovationseinheit von Fressnapf
fnx (Eigenschreibweise fnx) ist eine Service- und Innovationseinheit mit Sitz im Düsseldorfer Medienhafen, die von der Fressnapf-Gruppe gegründet wurde. Die Einheit hat sich auf den Aufbau von Geschäftsmodellen spezialisiert, die über das bisherige Kerngeschäft hinausgehen. Beispiele wären: Der digitale Tierarzt Dr. Fressnapf, GPS-Tracker und Tierversicherungen sowie mit dem Fressnapf Salon eine Suche nach örtlichen Angeboten zur Tierpflege. Darüber hinaus werden neue Themenbereiche, beispielsweise Tierbestattungen und Wunschtierberatungen bzw. -vermittlungen, erschlossen. Geleitet wird fnx von Dr. Jens Pippig, der seit November 2021 Mitglied der Geschäftsleitung der Fressnapf-Gruppe ist.

## Kontroversen
Ein zur Fußball-Europameisterschaft 2012 in Polen und der Ukraine von Fressnapf auf Facebook veranstaltetes Gewinnspiel wurde von Kunden kritisiert, weil Tausende von Straßenhunden in der Ukraine getötet wurden, um die Straßen sauberer zu machen. Daraufhin wurde die Aktion zurückgezogen und ein Link auf den Deutschen Tierschutzbund gesetzt.
Im August 2013 sprach der Deutsche Rat für Public Relations wegen Schleichwerbung in der Fernsehsendung Wetten, dass..? gegen Dolce Media, Fleurop und Fressnapf eine Rüge aus.
Im April 2017 begann ein Prozess vor dem Arbeitsgericht Krefeld, nachdem sieben von fünfzehn Mitarbeitern der Konzernzentrale in Krefeld nach einer Besprechung außerhalb der Arbeitszeit über die Möglichkeit der Gründung eines Betriebsrats gekündigt worden waren und ein Mitarbeiter dagegen Rechtsmittel eingelegt hatte.